# Soldattorpet, Skansen

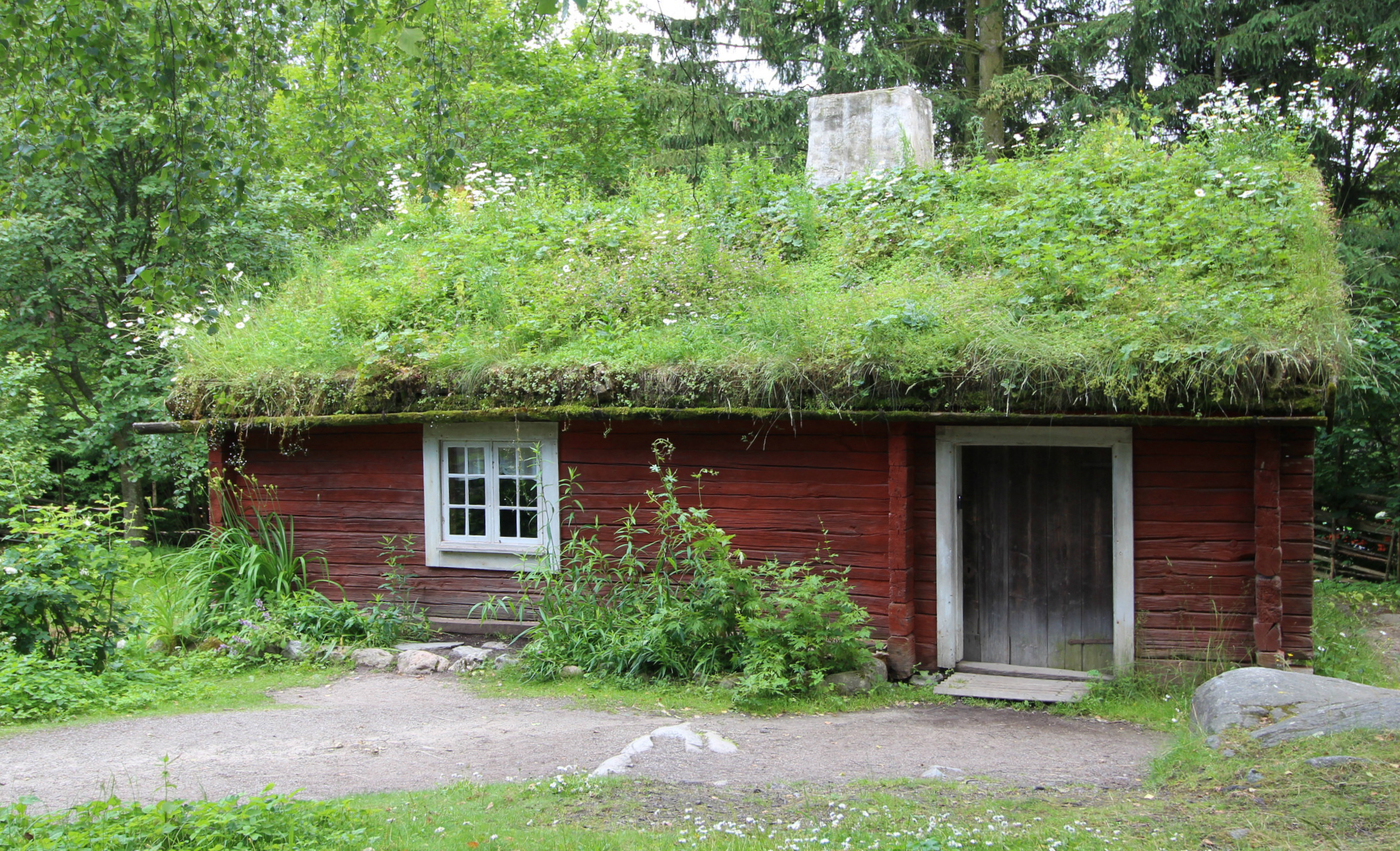
Soldattorpet Säldefall.

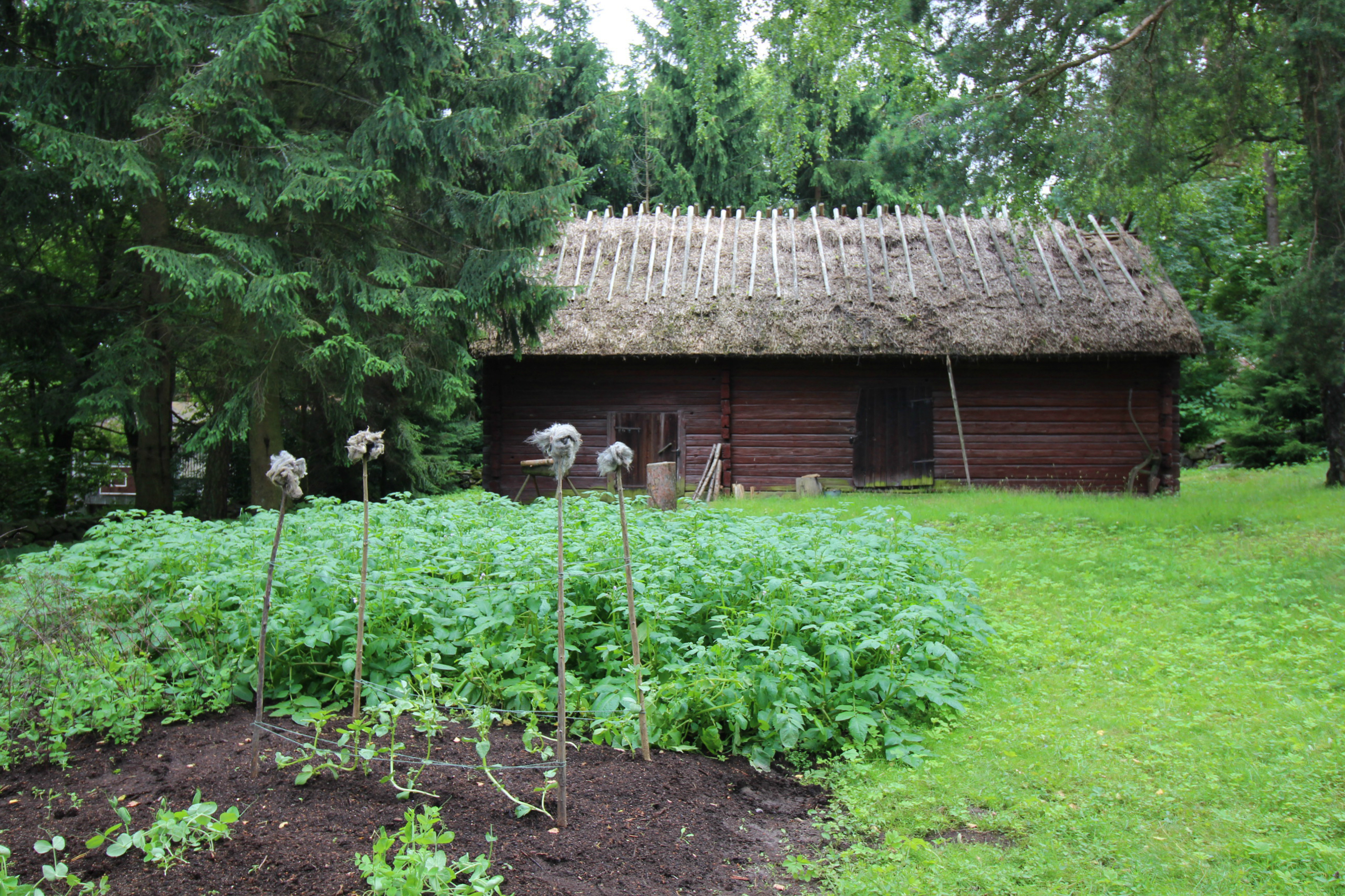
Odlingar och ladugård vid soldattorpet.

Soldattorpet Säldefall är en historisk byggnad på friluftsmuseet Skansen på Djurgården i Stockholm. Ursprungligen stod torpet på gården Högaskogs ägor i Eksjö socken, Småland. Torpet inköptes och flyttades till Skansen 1905. En med Säldefall sammanhörande ladugård flyttades också till Skansen där den återuppbyggdes 1920. I ladan fanns höskulle, tröskloge och fähus. Den ursprungliga torpstugan hade även andra uthus samt jordkällare, bod och brunn.  De soldater som bodde på Säldefall hörde till Vedbo kompani vid Kalmar regemente.

## Byggnaden
Stugan uppfördes omkring år 1800 efter en fastighetsinspektion 1798. Väggarna består av timmerstockar, taket var torvtäckt. På ena husgaveln kungör rotetavlan som torpets kompanitillhörighet. Stugan har tre rum: förutom köket en förstuga och en storstuga. 